# Garcia Sancez al II-lea de Pamplona
Garcia Sancez al II-lea (n. anii 960 d.Hr. – d. 29 iulie 1000), supranumit și cel Tremurător de către contemporanii săi, a fost regele Pamplonei și Conte de Aragon din 994 până la moartea sa. El a fost al doilea fiu al regelui Sancho al II-lea de Pamplona și a soției sale, Urraca Fernández.
De-a lungul domniei sale, politica sa externă pare să fi fost strâns legată de cea de Castilia. Mama lui a fost o mătușă a contelui Sancho García de Castilia, și, de asemenea, a celui mai puternic conte de Saldaña, García Gómez de Carrión, și pare că ea a jucat un rol în formarea unui pod între împărăție și domeniile conților.
El s-a alăturat vărului lui Sancho în încercarea de a rupe depunerea făcută de tatăl său la Cordoba, iar ca rezultat, a trebuit să se confrunte cu Almazor. În 996, el a fost nevoit să caute pacea în Córdoba . În 997, în timpul unei expediții în Calatayud, García l-a ucis pe fratele guvernatorului. Almanzor și-a luat revanșa prin decapitare a 50 de creștini. În bătălia de la Cervera, în iulie 1000, el s-a alăturat, împreună cu contele García Gómez de Saldaña, într-o coaliție condusă de contele Sancho García de Castilia, care a fost învins de Almanzor. 
Pe plan intern, el a acordat guvernarea Aragonului fratelui său Gonzalo, sub tutela mamei sale Urraca. O tradiție raportează că el a eliberat toți prizonierii musulmani captivi în regatul său. El s-a căsătorit în august 981, cu Jimena, fiica lui Fernando Bermúdez, contele de Cea de Elvira Díaz.